# Vespes
|  | «Vespa» redirigeix aquí. Vegeu-ne altres significats a «Vespa (desambiguació)». |

Vespa és el nom comú de diverses espècies d'insectes himenòpters del subordre dels apòcrits. Sota aquesta denominació, s'hi inclouen himenòpters amb el cos característicament negre (o bru) i groc; aquesta combinació cromàtica cridanera té la finalitat d'advertir els seus enemics de la seva perillositat (fenomen conegut com a aposematisme) ja que disposen d'un fibló a l'extrem de l'abdomen amb què infligeixen una picada força dolorosa que es pot tractar amb pomades a base d'amoníac, però només és un tractament simptomàtic.
El terme vespa és força imprecís i no té cap significat taxonòmic, ja que inclou espècies d'almenys dues superfamílies diferents: els vespoïdeus i els apoïdeus tot i així la definició més ajustada es refereix als insectes de la família dels vèspids (Vespidae).

## Principals vespes dels Països Catalans

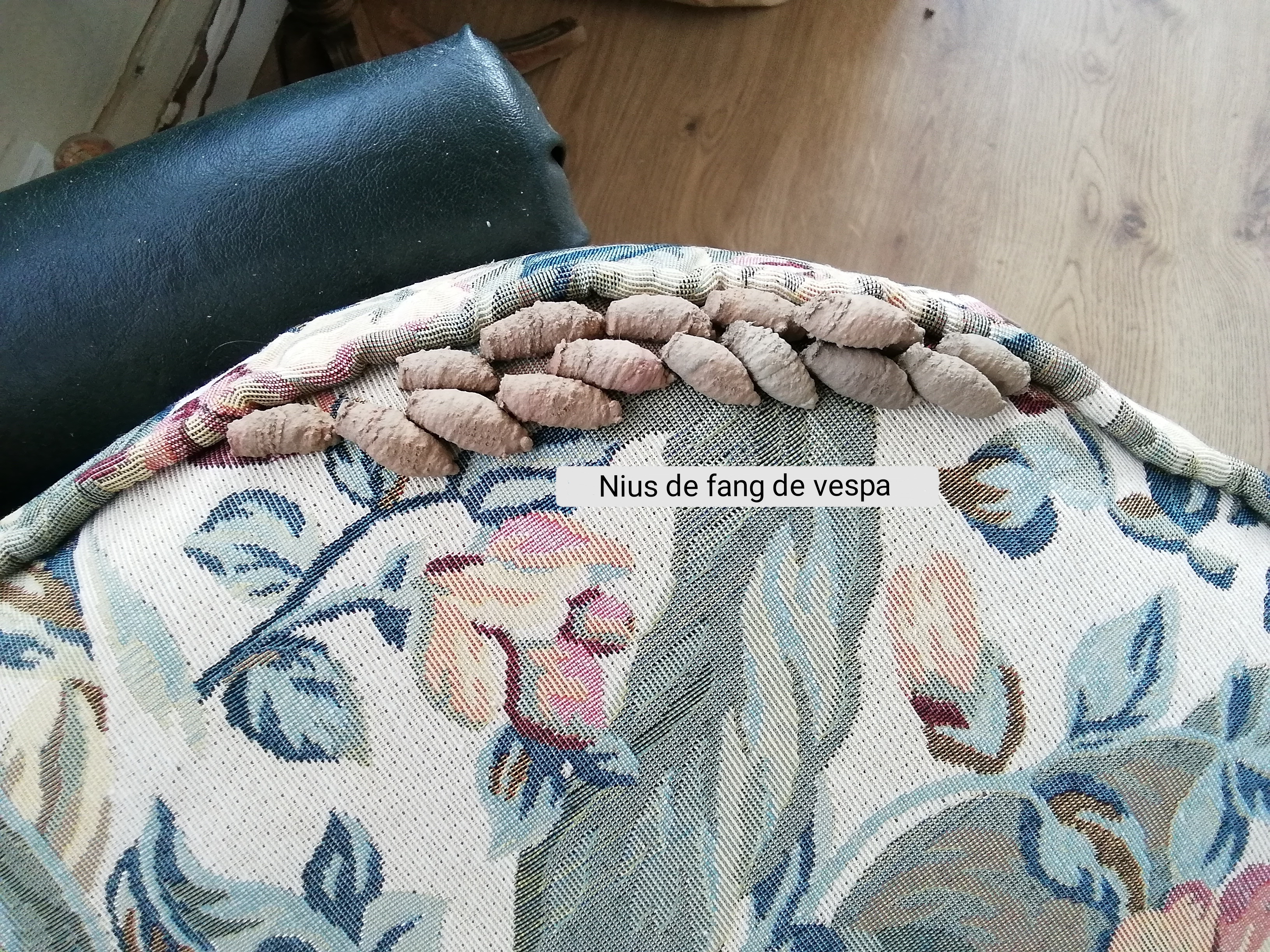
Nius de fang de vespa terrissaire sota un coixí

Molts membres de la superfamília dels vespoïdeus, però no tots, encaixen en la idea que hom té d'una vespa. Així, dins la família dels vèspids, la subfamília dels polistins (gènere Polistes), s'hi inclouen les vespes més comunes als Països Catalans, típicament negres i grogues; a la subfamília dels vespins (gènere Vespa), s'hi inclou la vespa més gran que trobem a casa nostra: Vespa xana, que és bruna i groga. Totes són socials i construeixen vespers d'un material semblant al paper. La subfamília dels eumenins inclou les vespes terrissaires, solitàries, que construeixen nius de fang, on dipositen una presa viva anestesiada, generalment una eruga de lepidòpter, i un ou.
Dins la superfamília dels escolioïdeus hi ha espècies que també reben el nom de vespes, com ara Scolia flavifrons (família Scoliidae), coneguda com a vespa de galet.
Entre els membres de la superfamília dels apoïdeus (principalment coneguda perquè inclou els borinots i les abelles), també hi ha algunes espècies que tenen més l'aspecte de vespa que no pas d'abella, com ara els membres de la família Crabronidae (gèneres Philanthus, Sphecius, Bembix, etc.).

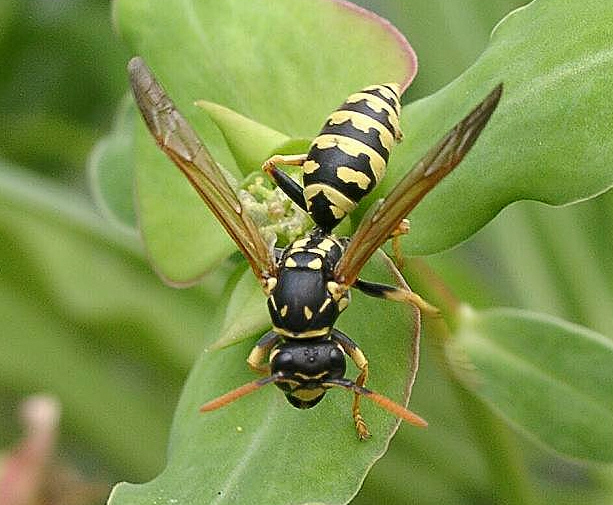
Polistes gallicus (Polistinae), la vespa més comuna als Països Catalans
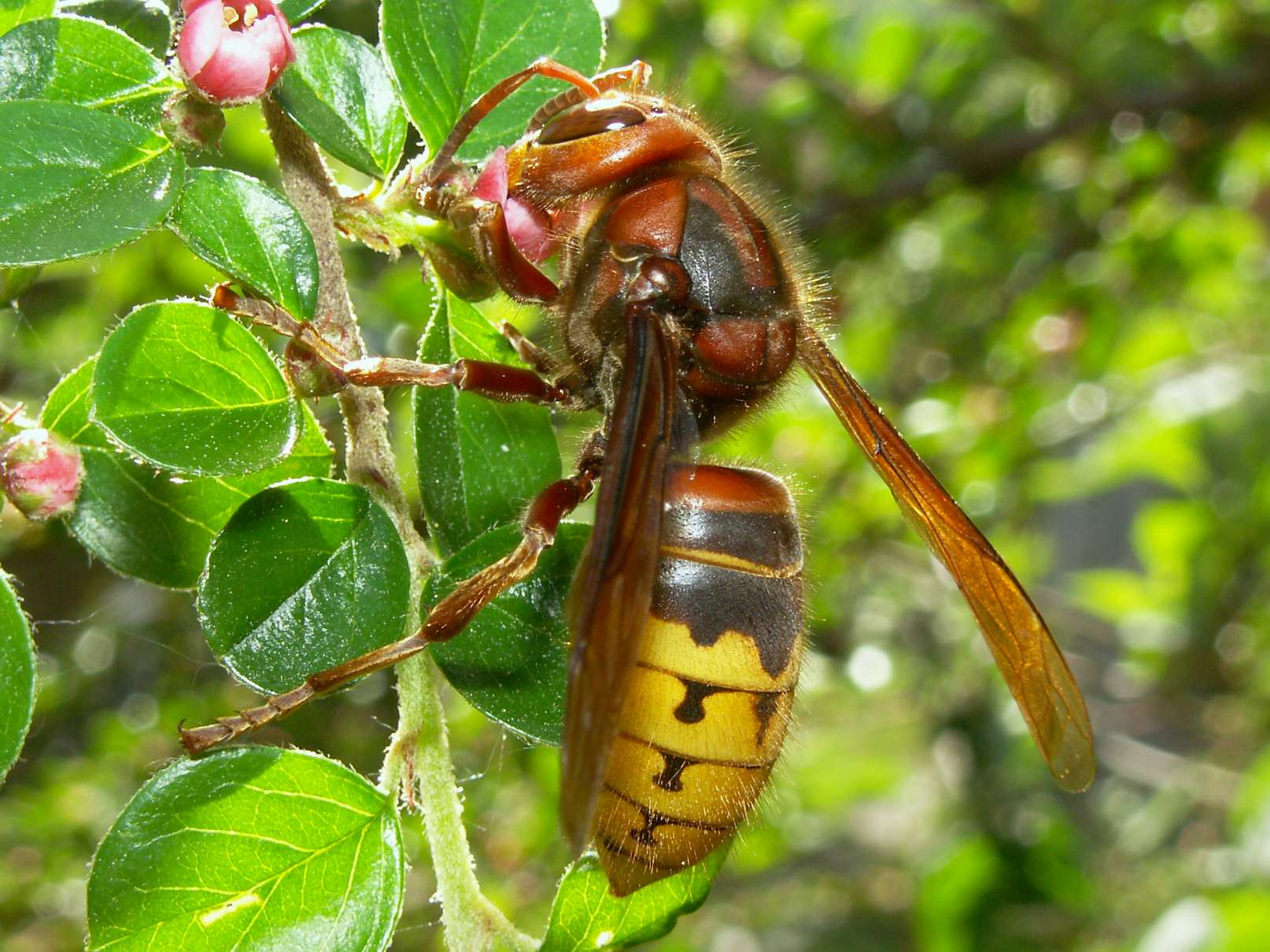
Vespa xana (Vespinae)
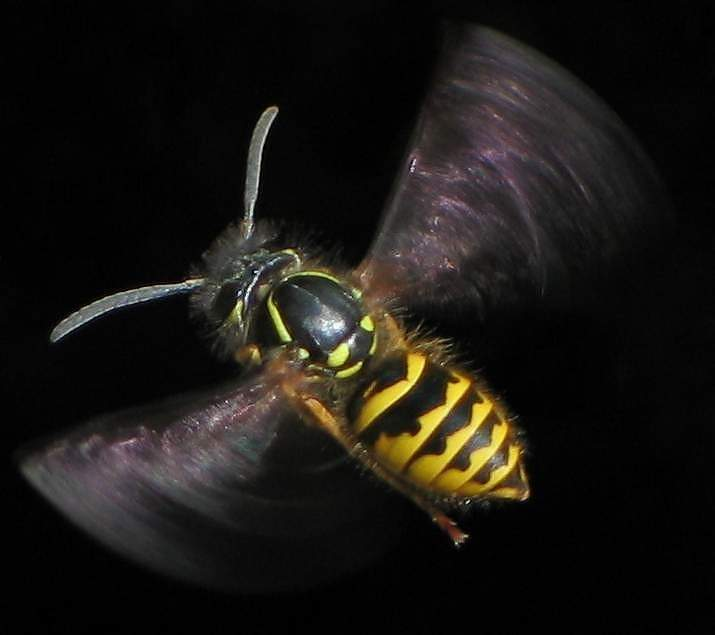
Vespula (Vespinae)
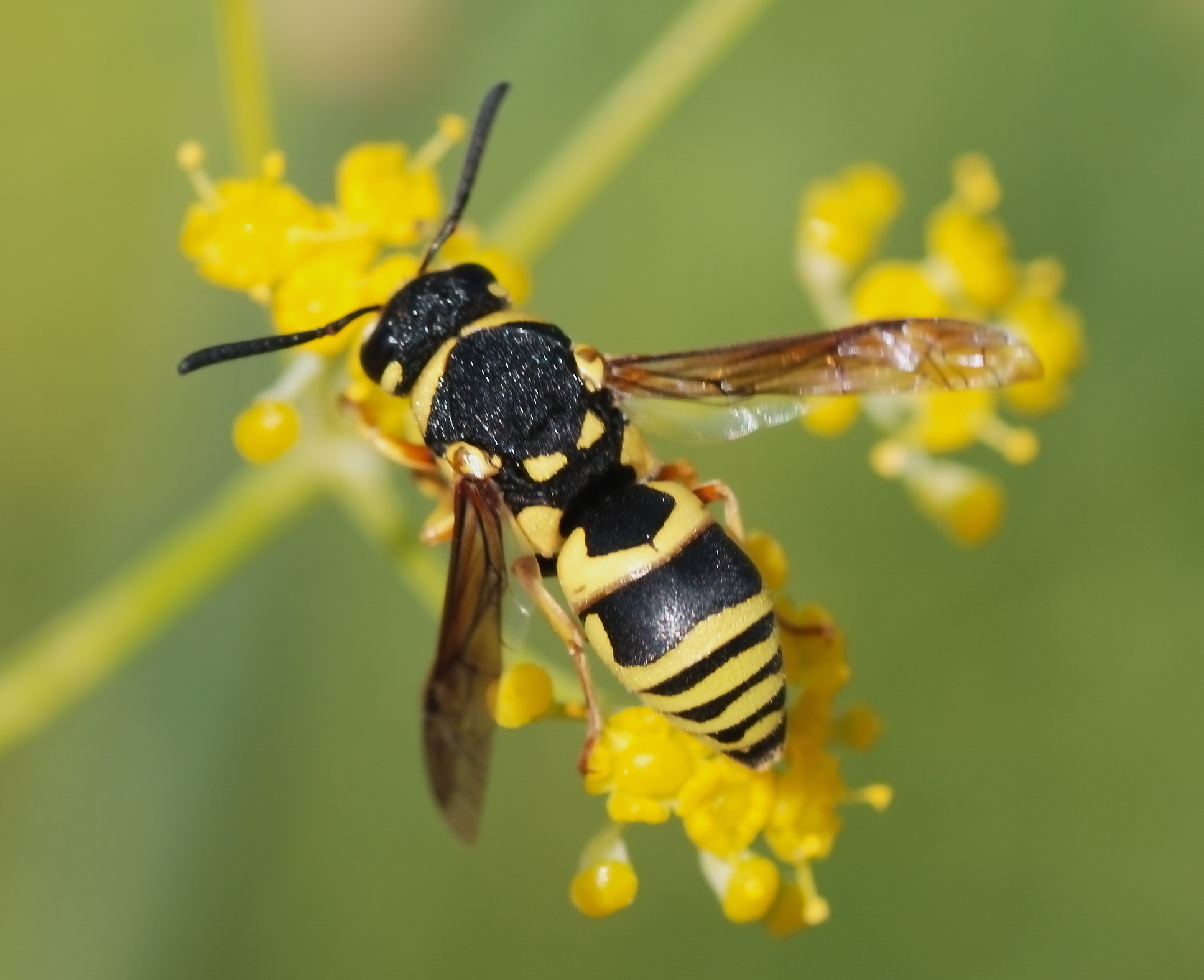
Euodynerus (Eumeninae)
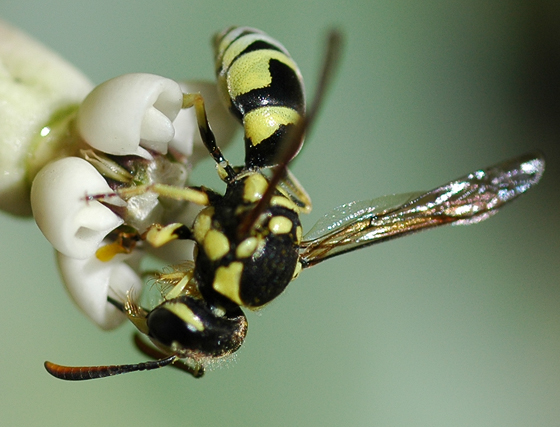
Pterocheilus (Eumeninae)
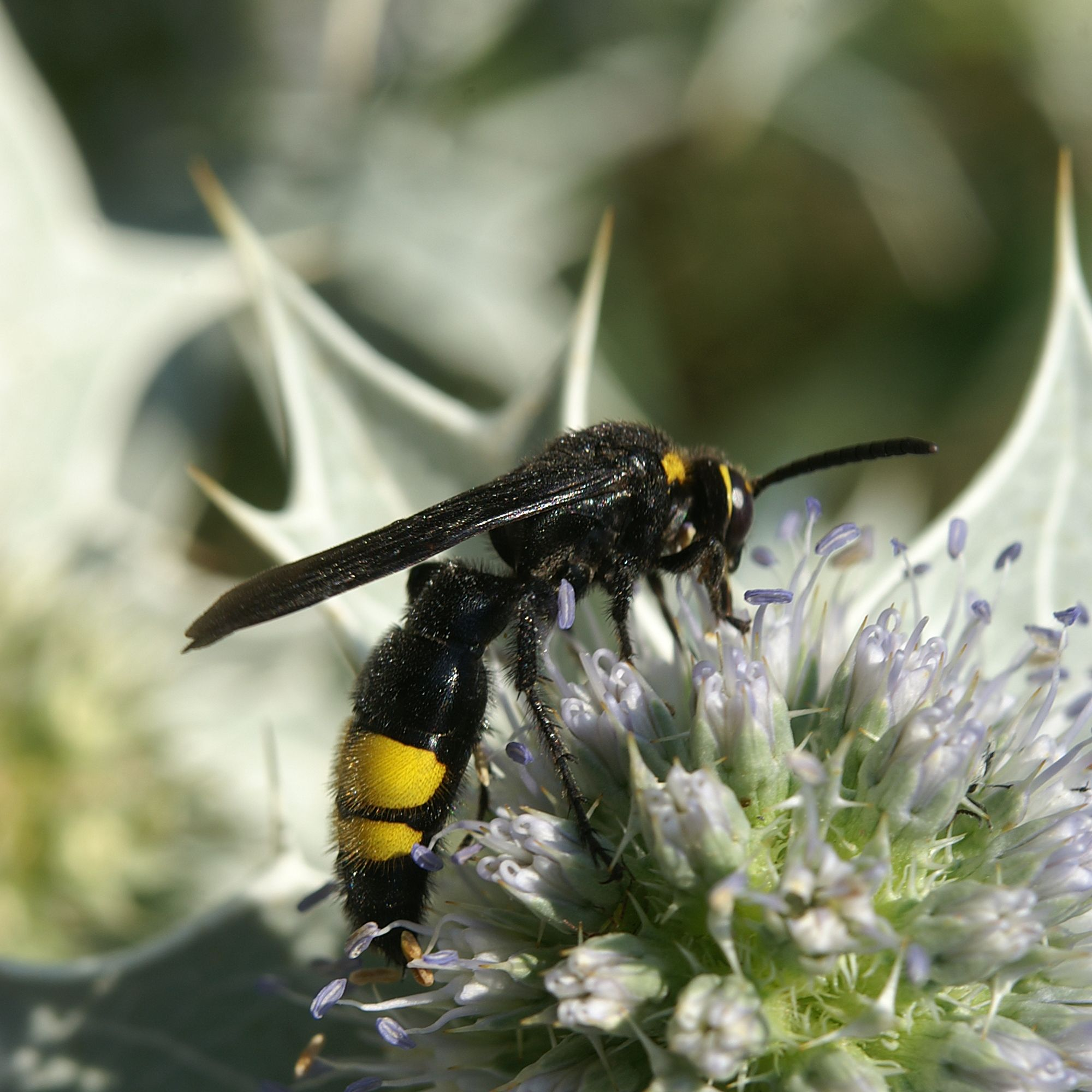
Scolia (Scoliidae)
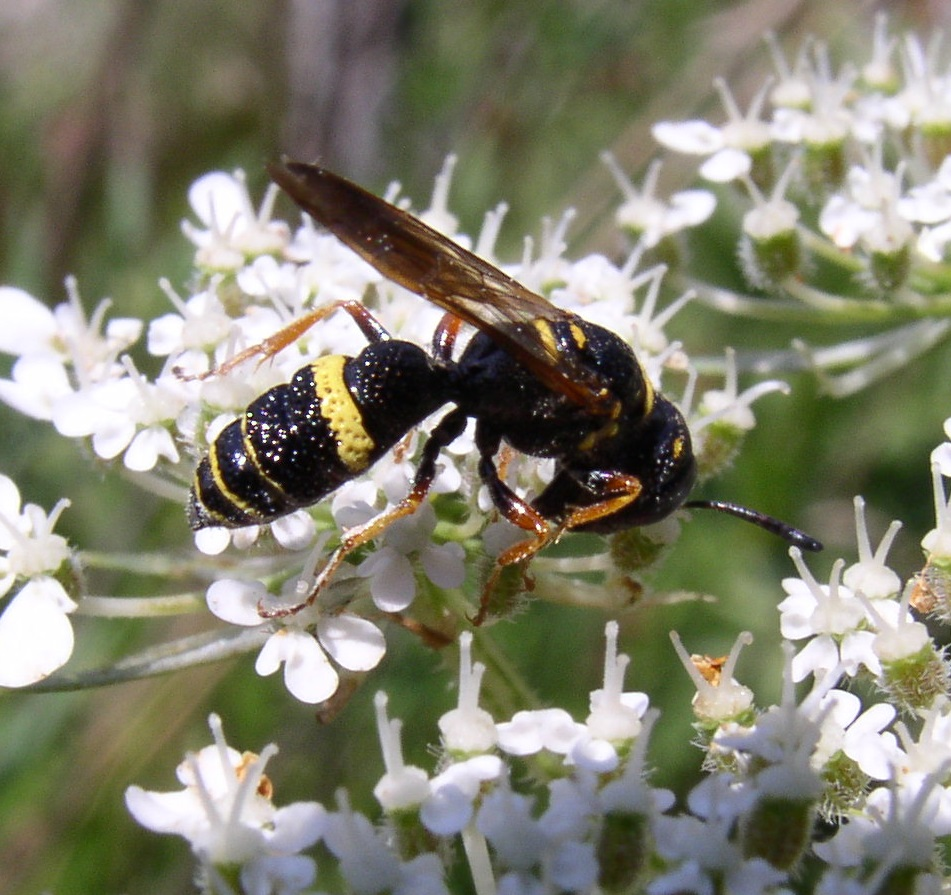
Philanthus (Crabronidae)
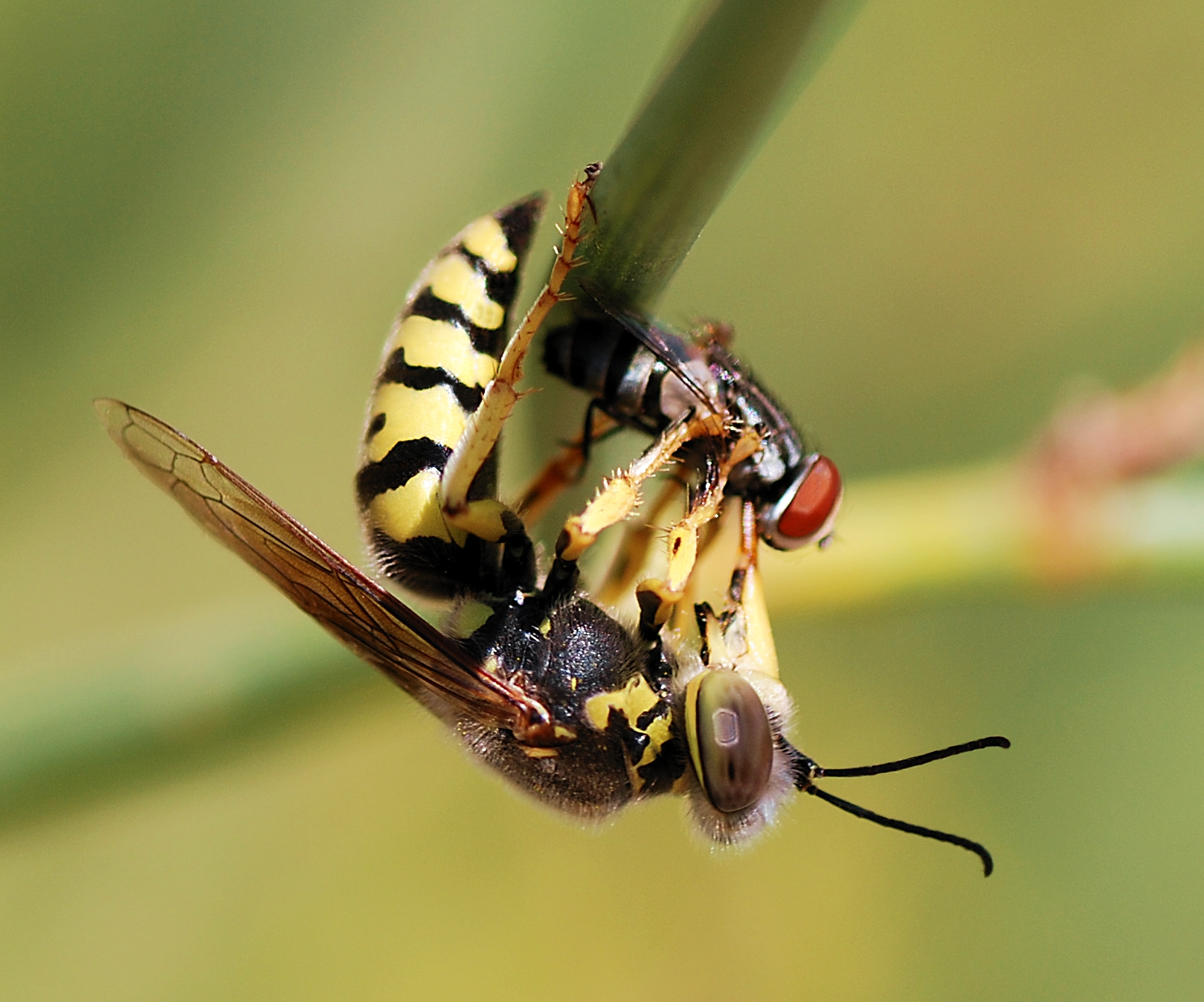
Bembix (Crabronidae)